# Lijst van voetbalinterlands Bulgarije - Ierland
Deze lijst van voetbalinterlands is een overzicht van alle officiële voetbalwedstrijden tussen de nationale teams van Bulgarije en Ierland. De landen hebben tot op heden vijftien keer tegen elkaar gespeeld. De eerste ontmoeting was in Colombes (Frankrijk) op 28 mei 1924 tijdens de Olympische Spelen. Het laatste duel, een promotie/degradatiewedstrijd tijdens de UEFA Nations League 2024/25, vond plaats op 23 maart 2025 in Dublin.

## Wedstrijden
| №  | Plaats   | Datum             | Competitie                  | Wedstrijd                   | Uitslag |
| -- | -------- | ----------------- | --------------------------- | --------------------------- | ------- |
| 1  | Colombes | 28 mei 1924       | OS 1924                     | Bulgarije − Ierse Vrijstaat | 0 − 1   |
| 2  | Sofia    | 1 juni 1977       | WK 1978 kwalificatie        | Bulgarije − Ierland         | 2 − 1   |
| 3  | Dublin   | 12 oktober 1977   | WK 1978 kwalificatie        | Ierland − Bulgarije         | 0 − 0   |
| 4  | Sofia    | 19 mei 1979       | EK 1980 kwalificatie        | Bulgarije − Ierland         | 1 − 0   |
| 5  | Dublin   | 17 oktober 1979   | EK 1980 kwalificatie        | Ierland − Bulgarije         | 3 − 0   |
| 6  | Sofia    | 1 april 1987      | EK 1988 kwalificatie        | Bulgarije − Ierland         | 2 − 1   |
| 7  | Dublin   | 14 oktober 1987   | EK 1988 kwalificatie        | Ierland − Bulgarije         | 2 − 0   |
| 8  | Dublin   | 18 augustus 2004  | Vriendschappelijk           | Ierland − Bulgarije         | 1 − 1   |
| 9  | Dublin   | 28 maart 2009     | WK 2010 kwalificatie        | Ierland − Bulgarije         | 1 − 1   |
| 10 | Sofia    | 6 juni 2009       | WK 2010 kwalificatie        | Bulgarije − Ierland         | 1 − 1   |
| 11 | Dublin   | 10 september 2019 | Vriendschappelijk           | Ierland − Bulgarije         | 3 − 1   |
| 12 | Sofia    | 3 september 2020  | UEFA Nations League 2020/21 | Bulgarije − Ierland         | 1 − 1   |
| 13 | Dublin   | 18 november 2020  | UEFA Nations League 2020/21 | Ierland − Bulgarije         | 0 − 0   |
| 14 | Plovdiv  | 20 maart 2025     | UEFA Nations League 2024/25 | Bulgarije − Ierland         | 1 − 2   |
| 15 | Dublin   | 23 maart 2025     | UEFA Nations League 2024/25 | Ierland − Bulgarije         | 2 − 1   |

## Samenvatting
| Competitie          | Totaal gespeeld | Winst Bulgarije | Gelijk | Winst Ierland | Doelsaldo Bulgarije – Ierland |
| ------------------- | --------------- | --------------- | ------ | ------------- | ----------------------------- |
| WK-kwalificatie     | 4               | 1               | 3      | 0             | 4 − 3                         |
| EK-kwalificatie     | 4               | 2               | 0      | 2             | 3 − 6                         |
| UEFA Nations League | 4               | 0               | 2      | 2             | 3 − 5                         |
| Olympische Spelen   | 1               | 0               | 0      | 1             | 0 − 1                         |
| Vriendschappelijk   | 2               | 0               | 1      | 1             | 2 − 4                         |
| Totaal              | 15              | 3               | 6      | 6             | 12 − 19                       |

Wedstrijden bepaald door strafschoppen worden, in lijn met de FIFA, als een gelijkspel gerekend.

## Details

### Negende ontmoeting
| WK 2010 kwalificatie (Dublin, Ierland, 28 maart 2009):   |       |                          |
| Ierland                                                  | 1 – 1 | Bulgarije                |
| Richard Dunne 1'                                         | goals | 74' (e.d.) Kevin Kilbane |
| - Debuut van Dimitar Makriev (Ashdod FC) voor Bulgarije. |       |                          |

### Tiende ontmoeting
| WK 2010 kwalificatie (Sofia, Bulgarije, 6 juni 2009): |       |                   |
| Bulgarije                                             | 1 – 1 | Ierland           |
| Dimitar Telkiyski 29'                                 | goals | 24' Richard Dunne |

BFS · A-internationals · Selecties · Bondscoaches · Bulgaars vrouwenelftal · Olympisch elftal · Bulgarije U21 · Bulgarije U20 · Bulgarije U19 · Bulgarije U18 · Bulgarije U17 · Bulgarije U16
1924 – 1929 · 
1930 – 1939 · 
1940 – 1949 · 
1950 – 1959 · 
1960 – 1969 · 
1970 – 1979 · 
1980 – 1989 · 
1990 – 1999 · 
2000 – 2009 · 
2010 – 2019 ·
2020 − 2029
EK 1996 · 
EK 2004
WK 1962 · 
WK 1966 · 
WK 1970 · 
WK 1974 · 
WK 1986 · 
WK 1994 · 
WK 1998
OS 1924 · 
OS 1952 · 
OS 1956 · 
OS 1960 · 
OS 1968
1924 · 
1925 · 
1926 · 
1927 · 
1928 ·
1929 · 
1930 · 
1931 · 
1932 · 
1933 · 
1934 · 
1935 · 
1936 · 
1937 · 
1938 · 
1939 · 
1940 · 
1941 ·
1942 · 
1943 · 
1944 · 1945 · 
1946 ·
1947 · 
1948 · 
1949 · 
1950 · 
1952 · 
1952 · 
1953 · 
1954 · 
1955 · 
1956 · 
1957 · 
1958 · 
1959 · 
1960 · 
1961 · 
1962 · 
1963 · 
1964 · 
1965 · 
1966 · 
1967 · 
1968 · 
1969 · 
1970 · 
1971 · 
1972 · 
1973 · 
1974 · 
1975 · 
1976 · 
1977 · 
1978 · 
1979 · 
1980 · 
1981 · 
1982 · 
1983 · 
1984 · 
1985 · 
1986 · 
1987 · 
1988 · 
1989 · 
1990 · 
1991 · 
1992 · 
1993 · 
1994 · 
1995 · 
1996 · 
1997 · 
1998 · 
1999 · 
2000 · 
2001 · 
2002 · 
2003 · 
2004 · 
2005 · 
2006 · 
2007 · 
2008 · 
2009 · 
2010 · 
2011 · 
2012 · 
2013 · 
2014 · 
2015 ·
2016 ·
2017 ·
2018 ·
2019 ·
2020 ·
2021 ·
2022 ·
2023 ·
2024
Albanië ·
Algerije ·
Andorra ·
Argentinië ·
Armenië ·
Australië ·
Azerbeidzjan ·
België ·
Bolivia ·
Bosnië en Herzegovina ·
Brazilië ·
Canada · 
Chili ·
Cuba ·
Cyprus ·
DDR ·
Denemarken ·
Duitsland ·
Ecuador ·
Egypte ·
Engeland ·
Estland ·
Finland ·
Frankrijk ·
Georgië ·
Gibraltar ·
Griekenland ·
Hongarije ·
Ierland ·
IJsland ·
Indonesië ·
Iran ·
Israël ·
Italië ·
Jamaica ·
Japan ·
Joegoslavië ·
Jordanië ·
Kameroen ·
Kazachstan ·
Koeweit ·
Kosovo ·
Kroatië ·
Letland ·
Libanon ·
Litouwen ·
Luxemburg ·
Malta ·
Marokko ·
Mexico ·
Moldavië ·
Montenegro ·
Nederland ·
Nieuw-Caledonië ·
Nigeria ·
Noord-Ierland ·
Noord-Korea ·
Noord-Macedonië ·
Noorwegen ·
Oekraïne ·
Oman ·
Oostenrijk ·
Paraguay ·
Peru ·
Polen ·
Portugal ·
Qatar ·
Roemenië ·
Rusland ·
San Marino ·
Saoedi-Arabië ·
Schotland ·
Servië ·
Servië en Montenegro ·
Slovenië ·
Slowakije ·
Sovjet-Unie ·
Spanje ·
Tanzania ·
Thailand ·
Tsjechië ·
Tsjecho-Slowakije ·
Tunesië ·
Turkije ·
Uruguay ·
Verenigde Arabische Emiraten ·
Wales ·
Wit-Rusland ·
Zuid-Afrika ·
Zuid-Korea ·
Zweden ·
Zwitserland
FAI · A-internationals · Bondscoaches · Statistieken · Iers vrouwenelftal · Olympisch elftal · Ierland U21 · Ierland U20 · Ierland U19 · Ierland U18 · Ierland U17 · Ierland U16 · Vrouwen U17
1924 – 1929 ·
1930 – 1939 ·
1940 – 1949 ·
1950 – 1959 ·
1960 – 1969 ·
1970 – 1979 ·
1980 – 1989 ·
1990 – 1999 ·
2000 – 2009 ·
2010 – 2019 ·
2020 − 2029
EK 1988 · 
EK 2012 · 
EK 2016
WK 1990 · 
WK 1994 · 
WK 2002
1924 · 
1925 · 
1926 · 
1927 · 
1928 · 
1929 · 
1930 · 
1931 · 
1932 · 
1933 · 
1934 · 
1935 · 
1936 · 
1937 · 
1938 · 
1939 · 
1940 · 1941 · 1942 · 1943 · 1944 · 1945 · 
1946 · 
1947 · 
1948 · 
1949 · 
1950 · 
1951 · 
1952 · 
1953 · 
1954 · 
1955 · 
1956 · 
1957 · 
1958 · 
1959 · 
1960 · 
1961 · 
1962 · 
1963 · 
1964 · 
1965 · 
1966 · 
1967 · 
1968 · 
1969 · 
1970 · 
1971 · 
1972 · 
1973 · 
1974 · 
1975 · 
1976 · 
1977 · 
1978 · 
1979 · 
1980 · 
1981 · 
1982 · 
1983 · 
1984 · 
1985 · 
1986 · 
1987 · 
1988 · 
1989 · 
1990 · 
1991 · 
1992 · 
1993 · 
1994 · 
1995 · 
1996 · 
1997 · 
1998 · 
1999 · 
2000 · 
2001 · 
2002 · 
2003 · 
2004 · 
2005 · 
2006 · 
2007 · 
2008 · 
2009 · 
2010 · 
2011 · 
2012 · 
2013 · 
2014 · 
2015 ·
2016 ·
2017 ·
2018 ·
2019 ·
2020 ·
2021
Albanië ·
Algerije ·
Andorra ·
Argentinië ·
Armenië ·
Australië ·
Azerbeidzjan ·
België ·
Bolivia ·
Bosnië en Herzegovina ·
Brazilië ·
Bulgarije ·
Canada ·
Chili ·
China ·
Colombia ·
Costa Rica ·
Cyprus ·
Denemarken ·
Duitsland ·
Ecuador ·
Egypte ·
Engeland ·
Estland ·
Faeröer ·
Finland ·
Frankrijk ·
Georgië ·
Gibraltar ·
Griekenland ·
Hongarije ·
IJsland ·
Iran ·
Israël ·
Italië ·
Jamaica ·
Joegoslavië ·
Kameroen ·
Kazachstan ·
Kroatië ·
Letland ·
Liechtenstein ·
Litouwen ·
Luxemburg ·
Malta ·
Marokko ·
Mexico ·
Moldavië ·
Montenegro ·
Nederland ·
Nieuw-Zeeland ·
Nigeria ·
Noord-Ierland ·
Noord-Macedonië ·
Noorwegen ·
Oekraïne ·
Oman ·
Oostenrijk ·
Paraguay ·
Polen ·
Portugal ·
Qatar ·
Roemenië ·
Rusland ·
San Marino ·
Saoedi-Arabië ·
Schotland ·
Servië ·
Slowakije ·
Sovjet-Unie ·
Spanje ·
Trinidad en Tobago ·
Tsjechië ·
Tsjecho-Slowakije ·
Tunesië ·
Turkije ·
Uruguay ·
Verenigde Staten ·
Wales ·
Wit-Rusland ·
Zuid-Afrika ·
Zweden ·
Zwitserland
België (2016) · 
Italië (2012) · 
Kroatië (2012) · 
Spanje (2012) · 
Zweden (2016)